# Johann Sauer (Politiker, 1805)
Johann Sauer (* 11. Dezember 1805 in Bodenheim; † 17. März 1881 ebenda) war ein deutscher Gutsbesitzer und Mitglied der Landstände des Großherzogtums Hessen.

## Leben
Johann Sauer wurde als Sohn des Gutsbesitzers Matthias Sauer und dessen Ehefrau Katharina Kirch geboren. 
Er übernahm den väterlichen Gutsbesitz und wurde in seinem Heimatort Bürgermeister. In dieser Funktion erhielt er am 13. April 1855 als Nachfolger des Abgeordneten Johann Paulsackel ein Mandat für die Zweite Kammer der Landstände des Großherzogtums Hessen (14. Landtag). 
Aus dem Wahlkreis Rheinhessen 5 Oppenheim erhielt er 1856 ein Mandat für den 15. Landtag. Sauer blieb bis 1858 in dem Parlament. 